# Tjorven
För andra betydelser, se Tjorven (olika betydelser).

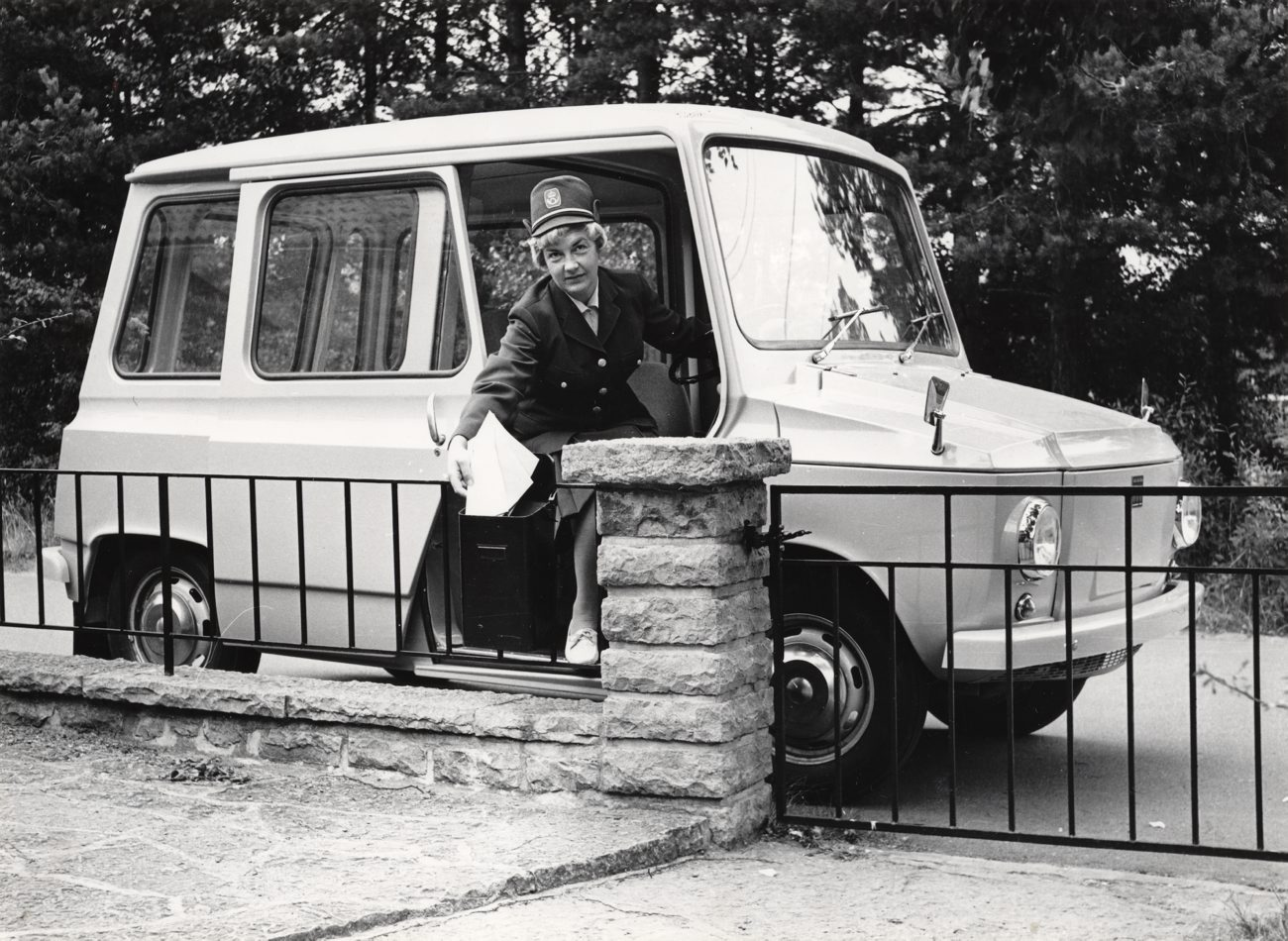
Tjorven som brevbärarbil.

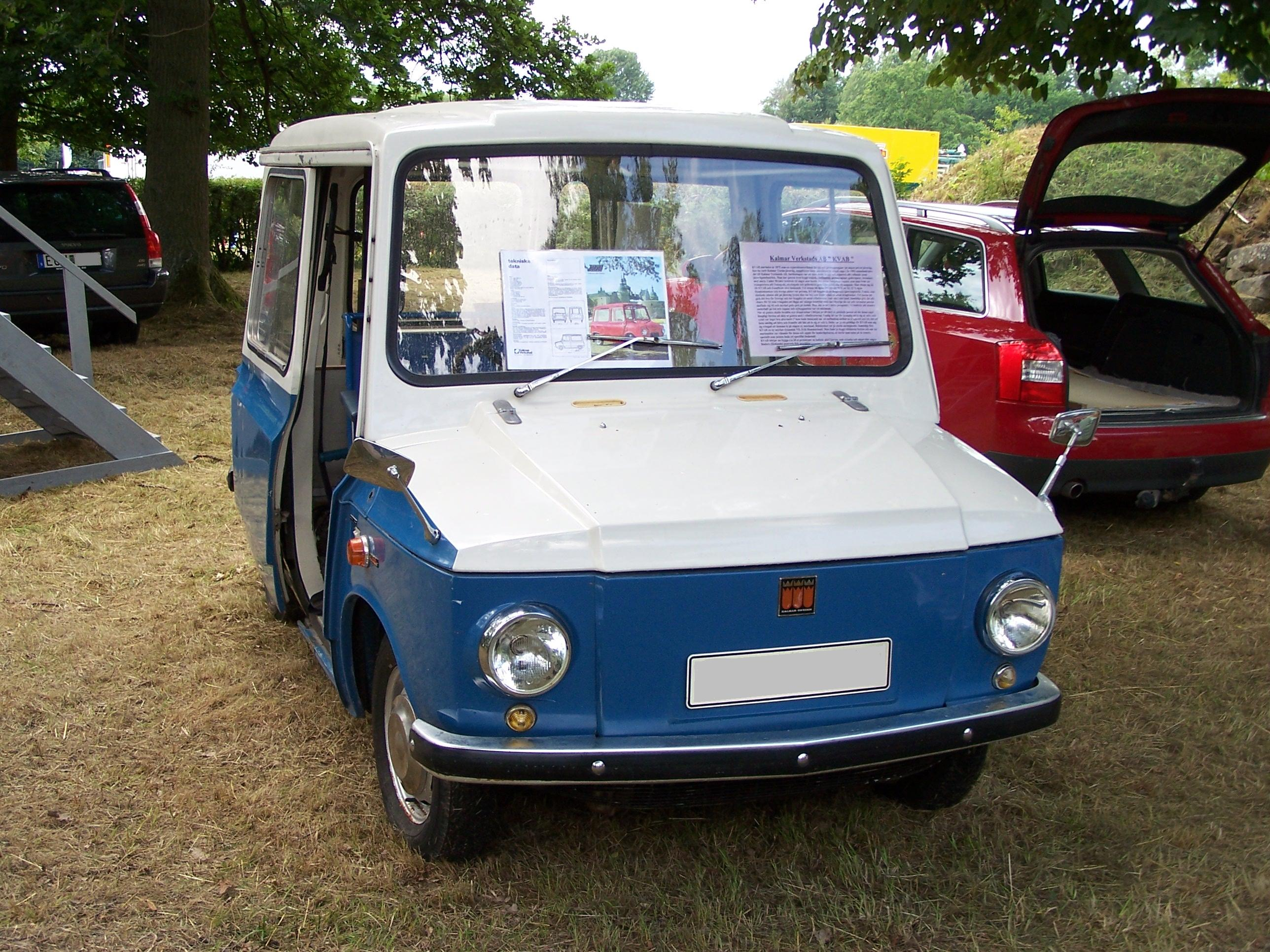
Tjorvenbil på Calmar Classic Motor Show 2008.

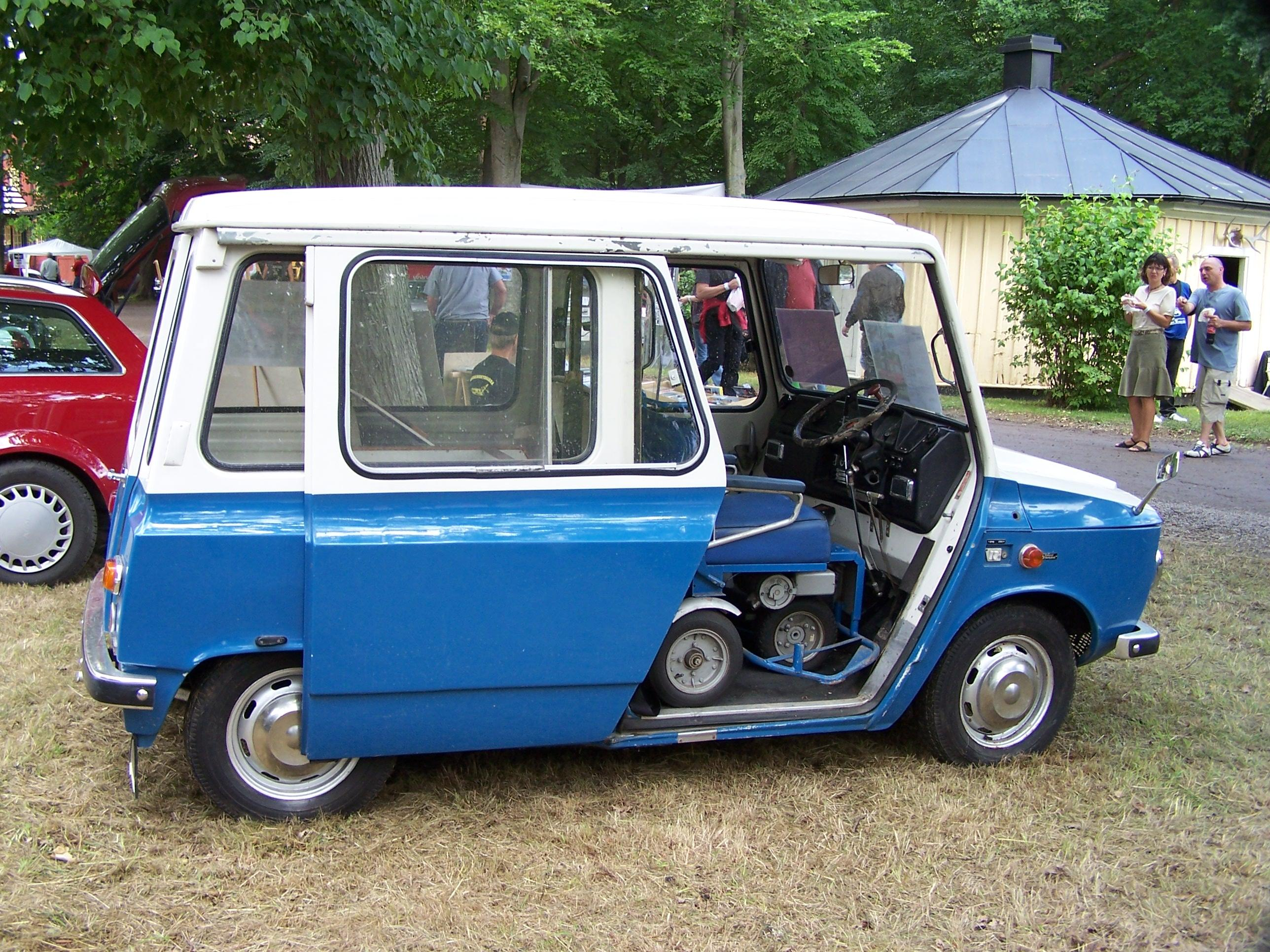
Handikappanpassad Tjorven.

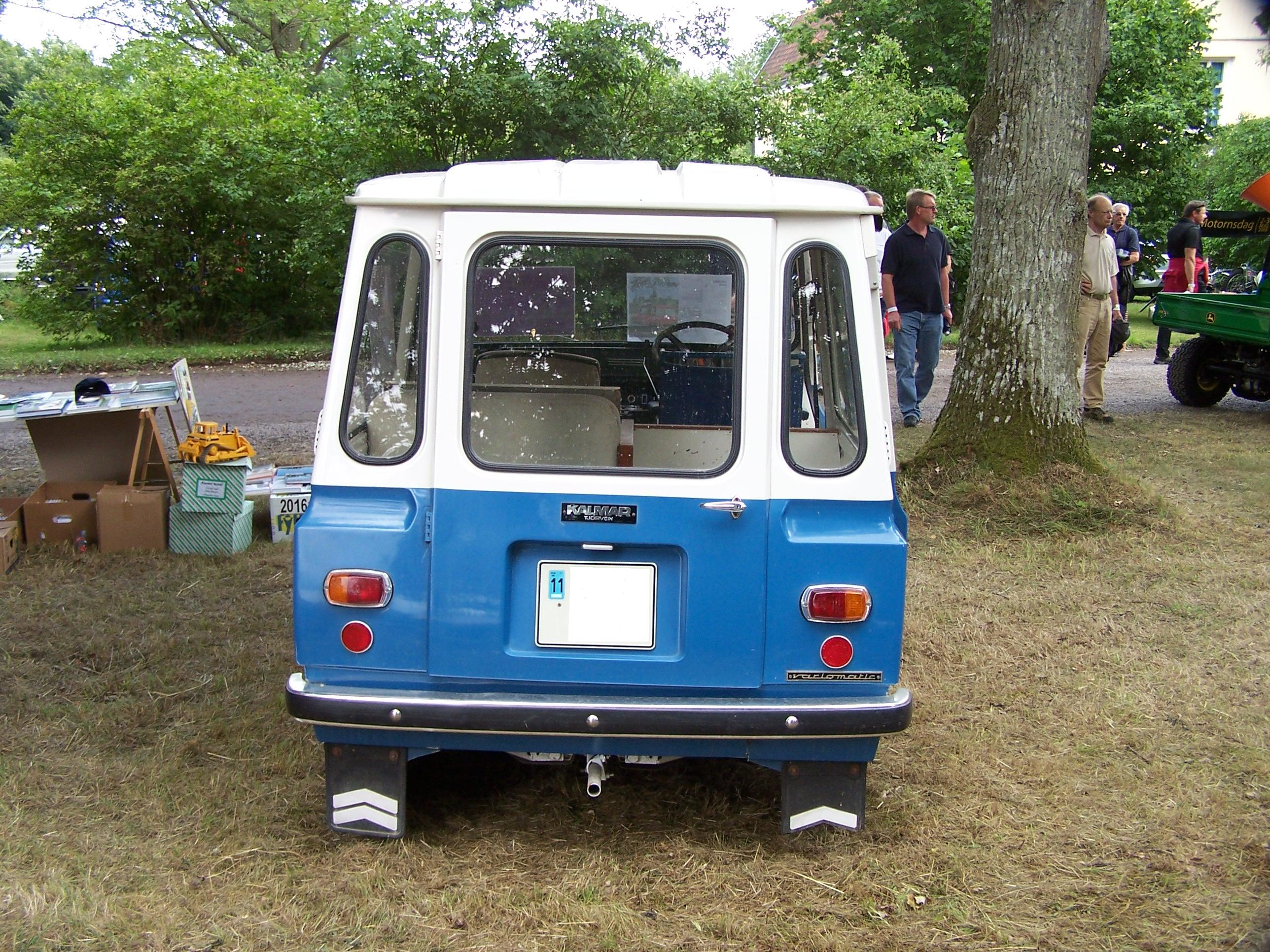
Tjorvens baksida.

Tjorven eller Kalmar, som den hette på exportmarknaden, var en skåpbil som tillverkades av Kalmar Verkstad AB (KVAB) i Kalmar mellan år 1968 och år 1971. Tjorven  hade samma motor och drivlina som DAF 44 men en helt ny kaross med en del annorlunda lösningar för sin tid. 
Bilen var framtagen för att användas som distributionsfordon för brevbärare och hade i originalutförandet endast en fällbar pall som kunde användas för en passagerare. Bilen hade skjutdörrar med förarplatsen på högersidan för att brevbäraren skulle kunna stanna bilen precis vid postlådan, öppna dörren och lägga posten i postlådan utan att gå ur bilen. 19 prototyper med kaross i plåt tillverkades för utprovning. När den sedan började produceras fick Tjorven en kaross av glasfiberarmerad plast ovanpå en ram av stålprofiler. 1968-1969 års modell hade ett elsystem på 6 volt som byttes ut mot 12 för 1970 års modell.
Bilen Tjorven hette egentligen KVD 440/441, men teknikern Erik Jakobsson från Poststyrelsens driftsbyrå, som var med och provade första plåtprototypen 27/1-65, tyckte att bilen hade ett trubbigt, bussigt utseende som påminde om karaktären Tjorven i den samtida tv-serien Saltkråkan. Därefter kallades bilen för Tjorven på den svenska marknaden.
Bilen fanns även i versioner för den privata marknaden med en passagerarplats. Ett fåtal exemplar byggdes med öppet flak och som kombi. Ytterligare varianter var en handikappanpassad Tjorven med hiss för föraren (just en av dem ses på bilderna till höger) och ett par bilar med elektrisk drivning. En prototyp som byggdes 1970 var avsedd som familjebil, den var femsitsig, hade en 1 100 kubikcentimeter fyrcylindrig vätskekyld motor (från DAF 55), kraftigare frambromsar och en helt annorlunda bakdel, med horisontellt delad baklucka. 
Tjorven var före sin tid med många lösningar som andra biltillverkare införde först på 1980-talet, till exempel fällbart och delbart baksäte, skjutdörrar samt hopfällbar passagerarstol för att öka lastlängden.[källa behövs]
Tjorven var en smidig och, i stadstrafik, snabb bil på grund av den steglösa Variomatic-transmissionen och den var rymlig i förhållande till sin längd. Den var mindre lämpad för landsväg på grund av den lilla tvåcylindriga motorn samt den höga karossen som var känslig för sidvind.
I Rockneby utanför Kalmar finns det sedan 2016 ett museum för dessa bilar.